# Giovanni Spazzio

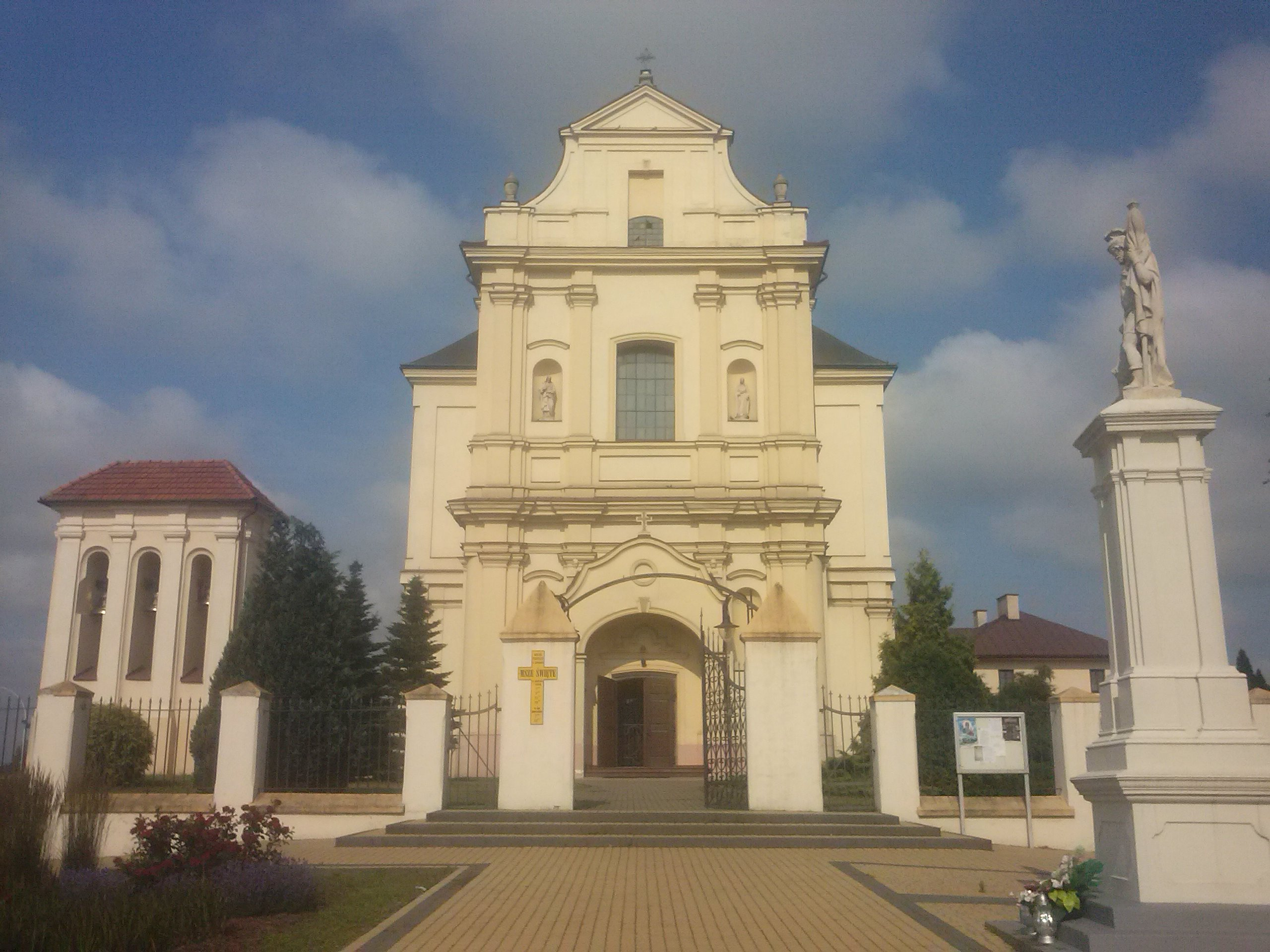
Kościół podominikański w Sieniawie

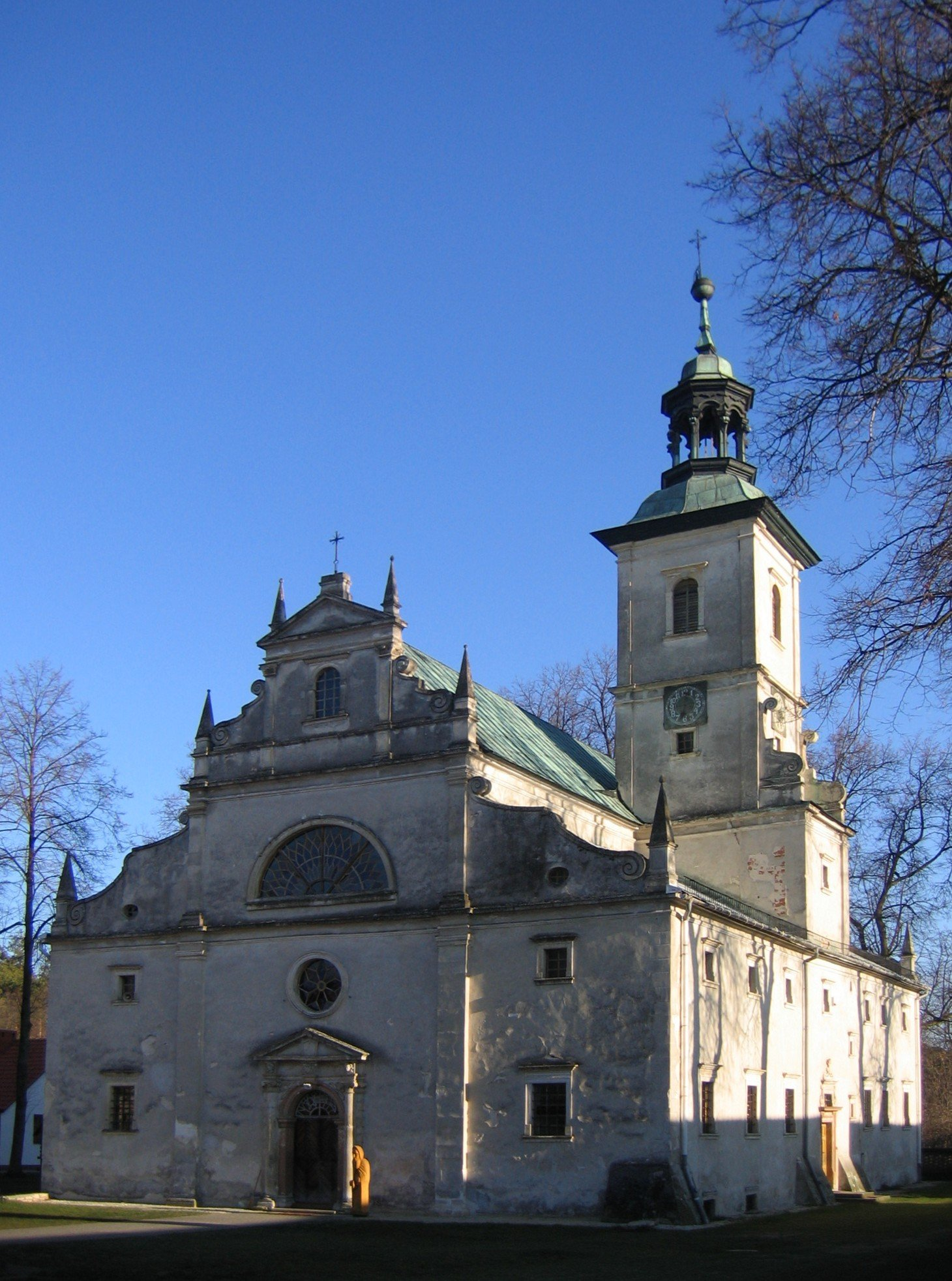
Klasztor pokamedulski w Rytwianach

Giovanni Spazzio (ur. ?, zm. w sierpniu 1726 w Wilanowie) – architekt, budowniczy.
Pochodzący prawdopodobnie ze słynnej włoskiej rodzinny artystycznej z Lanzo d'lntelvi, znany ze swej działalności w Polsce.
Jako architekt projektował oraz przeprowadzał przebudowy wielu obiektów sakralnych i świeckich.
Zatrudniony w 1715 roku przez Elżbietę Sieniawską był głównym projektantem i kierownikiem budowy wilanowskiego pałacu w latach 1721-1726. Ponadto przeprowadził nowatorski, jak na owe czasy, zabieg wzmacniania fundamentów tej budowli, kierował przebudową galerii, wnętrz oraz skrzydeł budynku. Zaprojektował Pomarańczarnię. W 1719 na zlecenie Sieniawskich przygotował projekt kościoła Wniebowzięcia NMP w Sieniawie, przy którym w ok. 1754 ufundowano klasztor dla dominikanów obserwantów.
W 1718 roku przeprowadził konserwację kościoła Kapucynów we Lwowie, nadzorował również remont kościoła Kamedułów w Rytwianach.

Kierował przebudową całego pałacu w Łubnicach trwającą do 1730 roku, oraz przebudową pałaców w Oleszycach i pałacu Zamoyskich w Wysocku.